# Roberta (film)
Roberta är en amerikansk musikalfilm från 1935 i regi av William A. Seiter. Filmen är baserad på musikalen Roberta från 1933 av Jerome Kern och Otto Harbach, som i sin tur är baserad på romanen Gowns by Roberta av Alice Duer Miller. I huvudrollerna ses Irene Dunne, Fred Astaire, Ginger Rogers och Randolph Scott. Filmen är den tredje med Astaire och Rogers som danspartners, och den enda som gjordes en nyinspelning av, MGM:s Paradis med sex (1952) i Technicolor. 

## Rollista i urval
- Irene Dunne - Stephanie
- Fred Astaire - Huck
- Ginger Rogers - Scharwenka
- Randolph Scott - John
- Helen Westley - Roberta
- Claire Dodd - Sophie
- Victor Varconi - Ladislaw
- Luis Alberni - Voyda
- Ferdinand Munier - Lord Delves
- Torben Meyer - Albert

## Musiknummer i filmen i urval
- "Yesterdays", sjungs av Irene Dunne
- "I Won't Dance", sjungs av Ginger Rogers
- "Smoke Gets in Your Eyes", sjungs av Irene Dunne
- "Russian Lullaby", sjungs av Irene Dunne
- "Lovely to Look At", sjungs av Irene Dunne